# Celeste Dalla Porta
Celeste Dalla Porta (* 24. Dezember 1997 in Mailand) ist eine italienische Schauspielerin, die auch als Model tätig ist. Größere Bekanntheit erlangte sie durch die Mitwirkung in Paolo Sorrentinos Spielfilm Parthenope (2024).

## Leben und Karriere
Celeste Dalla Porta besuchte bereits als Jugendliche Theaterworkshops. Von 2012 bis 2017 absolvierte die Enkelin des Fotografen Ugo Mulas die Kunsthochschule Liceo Artistico di Brera in ihrer Geburtsstadt Mailand, die sie mit dem Abitur (Maturità artistica) verließ. Daraufhin besuchte sie verschiedene Tanztheater-Workshops, unter anderem bei Antonella Bertoni (2018) und Julie Anne Stanzak (2018 und 2022). Dazwischen war Dalla Porta im Jahr 2018/19 für ein Semester am Pariser École internationale de théâtre Jacques Lecoq eingeschrieben, ehe sie von 2019 bis 2021 einen Diplomkurs an der Filmhochschule Centro Sperimentale di Cinematografia belegte.
Erste schauspielerische Erfahrung sammelte Dalla Porta ab 2021 mit Auftritten in italienischen Kurzfilmen sowie mit der Hauptrolle der Sofia in der Kurzfilmserie Red Mirror (2022). Die von Campari in Auftrag gegebenen Produktion, die im Internet veröffentlicht wurde, stellt eine junge und talentierte Schauspielschülerin in den Mittelpunkt. Größere Bekanntheit brachte Dalla Porta die Verpflichtung als junge Titelheldin für Paolo Sorrentinos Spielfilm Parthenope (2024) ein, der gleichzeitig ihr Kinodebüt darstellte. Das Werk, in weiteren Rollen unter anderem mit Gary Oldman, Isabella Ferrari, Luisa Ranieri und Stefania Sandrelli besetzt, wurde in den Hauptwettbewerb des 77. Filmfestivals von Cannes eingeladen.
Zwischen 2018 und 2020 nahm Celeste Dalla Porta Aufträge als Fotomodel für italienische Modemarken wahr. Sie zählt das Singen und Gitarrenspiel zu ihren Hobbys und hegt eine Vorliebe für zeitgenössischen Tanz und Yoga.

## Filmografie
- 2021: Cecità (Kurzfilm)
- 2022: Red Mirror (Kurzfilm-Serie, 6 Folgen)
- 2022: La replica (Kurzfilm)
- 2024: Parthenope